# آلمهاخا
آلمهاخا (به اسپانیایی: Almohaja) یک شهرستان در اسپانیا است که در استان تروئل واقع شده‌است.

## خصوصیات
آلمهاخا ۲۵ کیلومترمربع مساحت و ۲۸ نفر جمعیت دارد.